# 92-я пехотная дивизия (США)
92-я пехотная дивизия (англ. 92nd Infantry Division) — дивизия Армии США.
Соединение впервые создано в октябре 1917 года, вскоре после вступления США в Первую мировую войну, в Кэмп-Фанстоне, Канзас, за счёт комплектования афроамериканцев из всех штатов страны. В 1918 была переброшена в Европу, где она приняла участие в военных действиях на Западном фронте, выполняя преимущественно роль поддержки боевых подразделений Американского экспедиционного корпуса.
Во времена Второй мировой войны вела активные боевые действия на Итальянском фронте в составе 5-й армии; стала единственной в армии США дивизией укомплектованной афроамериканцами, что билась в рядах вооружённых сил непосредственно на фронте.

## История
24 октября 1917 года 92-я пехотная дивизия была создана в составе Национальной армии, через 6 месяцев после вступления Соединенных Штатов в Первую мировую войну. Дивизия имела в своем составе 183-ю (365-й и 366-й пехотные полки) и 184-ю пехотные бригады (367-й и 368-й пехотные полки), а также части и подразделения артиллерии, инженерных войск и связи. Официально дивизия сформирована 27 октября 1917 в Кэмп-Фанстоне, Канзас.
18 июля 1918 года 92-я дивизия была отправлена на Западный фронт в состав Американских экспедиционных сил. Артиллерия дивизии приняла участие в Мёз-Аргоннской операции во время 100-дневного наступления войск союзников на Западном фронте. В общем дивизия понесла в боях 1647 потерь: 120 — погибших и 1527 — раненых. В феврале 1919 года расформирована.
15 октября 1942 года, через 10 месяцев после вступления США в войну, дивизия была создана во второй раз и осуществляла почти два года подготовку к боевым действиям в Форт Гуачука, Аризона, на территории США. В конце июля 1944 года 370-пехотный полк первым передислоцировали в Европу, где часть придали на усиление 1-й бронетанковой дивизии, сражавшейся в Центральной Италии. 22 сентября 1944 года на Итальянский театр войны перебросили остальные дивизии, где она приняла участие в составе 5-й армии генерала Л.Траскоттав боях против немецких и итальянских войск на севере Италии. За время боевых действий дивизия понесла потери: 2997 человек, из них — 548 — погибшими, 2187 — ранеными, 206 — пропали без вести и 56 — попали в плен.